# Luftbetankung

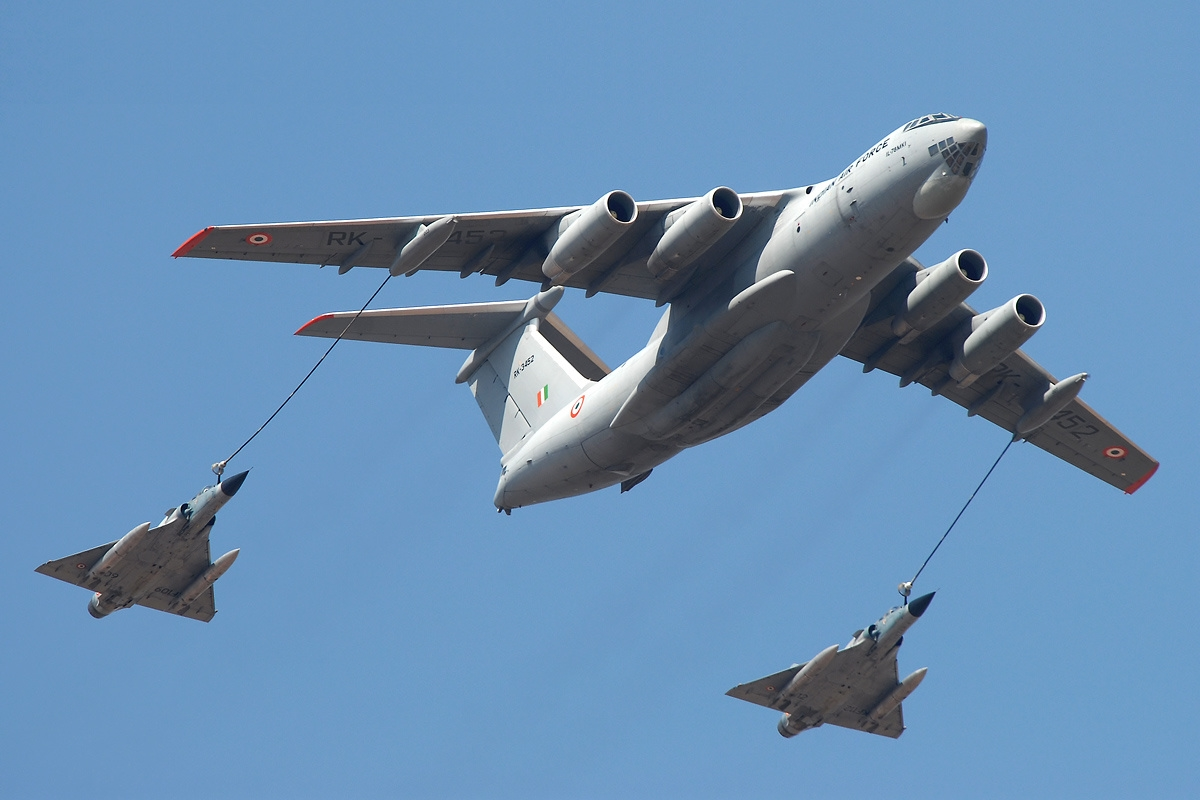
Luftbetankung zweier Mirage 2000 durch eine Il-78 der indischen Luftwaffe

Luftbetankung bezeichnet die Übergabe von Treibstoff von einem Flugzeug zu einem anderen Flugzeug oder Hubschrauber während des Fluges. Dies erlaubt dem betankten Flugzeug, länger in der Luft zu bleiben und damit seine Reichweite zu vergrößern sowie mehr Nutzlast zu tragen. Traditionell ist das Flugzeug, welches den Treibstoff abgibt, ein speziell für diese Aufgabe entwickeltes Tankflugzeug. Mittlerweile können auch manche Transportflugzeuge mit Hilfe eines Rüstsatzes als Tanker genutzt werden. Eine Druckbetankung ermöglicht einen Volumenstrom von mehr als 3000 Litern pro Minute.

## Geschichte und Entwicklung

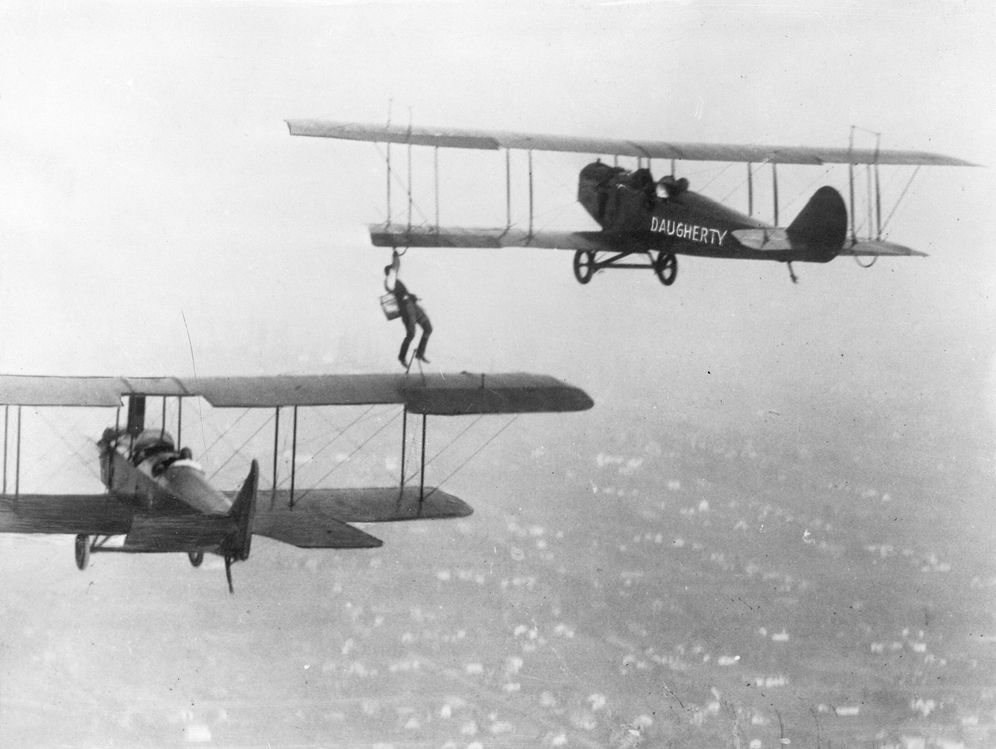
Am 12. November 1921 steigt Wesley May mit 5 Gallonen (rund 19 Liter) Flugbenzin über Long Beach von einer Standard J-1 in eine Curtiss Jenny

Bereits in den Anfängen der Luftfahrt versuchten Luftfahrtpioniere, durch Weitergabe von Benzinkanistern eine Nachbetankung während des Fluges zu ermöglichen.

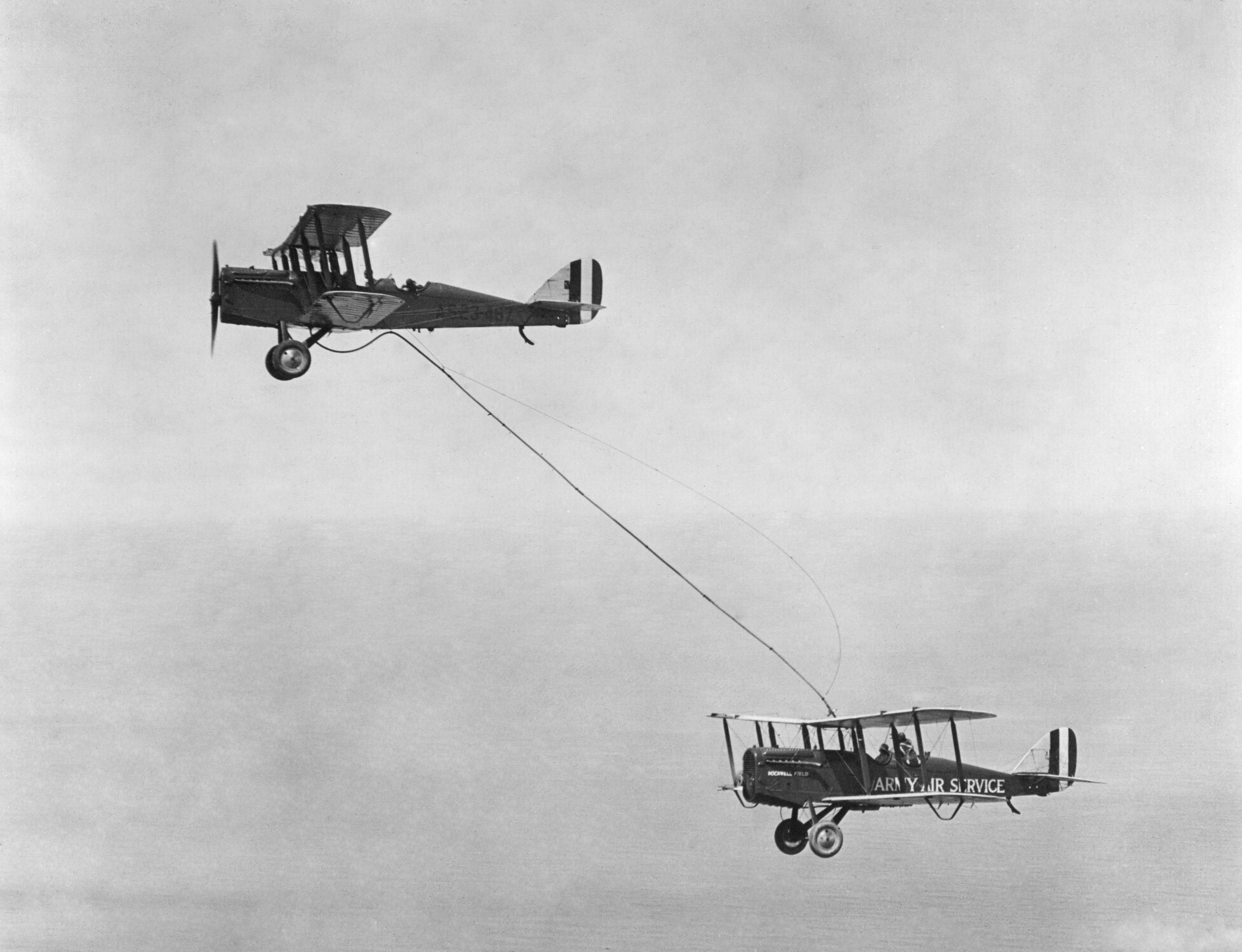
Erste Luftbetankung in den USA, 1923

Der erste belegte erfolgreiche Versuch fand am 27. Juni 1923 statt. Die Piloten Lowell H. Smith und John P. Richter, beide Angehörige des United States Army Air Service, starteten vom Rockwell Flugfeld in San Diego mit einer de Havilland D.H.4, in deren Rumpf sie einen Zusatztank und einen trichterförmigen Tankstutzen eingebaut hatten. Eine de Havilland D.H.4B-1, die von den Piloten Virgil Hine und Frank Seifert geflogen wurde, hatte einen zusätzlichen Tank, der 500 Liter fasste. Über eine Falltür ließ die Besatzung dieses Flugzeugs an einem Stahlseil einen metallverstärkten Schlauch mit einem Schnellverschluss ab. Die Besatzung des Empfängerflugzeugs musste sich das Schlauchende greifen, es in den Tankstutzen einführen und den Schnellverschluss öffnen. Sobald der Kraftstoff im Tankstutzen hochstieg, mussten sie die Zufuhr unterbrechen. Der Prozess wurde zwei Jahre zuvor von Alexander Procofieff De Seversky entwickelt.
Am 27. August 1923 gelang es der gleichen Mannschaft, das Empfängerflugzeug mit fünf Tankmanövern 37 Stunden und 15 Minuten lang in der Luft zu halten. Die Fliegergruppe der US-Armee beschäftigte sich weiter mit den Möglichkeiten der Luftbetankung. 1928 plante sie einen Dauerflugrekord aufzustellen. Auf dem Stützpunkt Middletown in Pennsylvania wurde die Fokker C-2 mit der Seriennummer 28-120 mit zusätzlichen Rumpftanks und einer Empfängerausrüstung zum Empfängerflugzeug umgebaut. Dazu gehörte ein Cockpit hinter den Tragflächen mit einem großen Trichterstutzen und einer Fangleine zum Auffangen des Tankschlauchs. Die Piloten Ross G. Hoyt und Rudy C. Strickland sowie Odas Moon und Joseph G. Hopkins flogen die Tankflugzeuge RP-1 und RP-2 vom Typ Douglas C-1. Die Abkürzung RP steht für Refuelling Plane. Irvin A. Woodring und Andrew F. Salter flogen als Bordmechaniker mit. Die Empfängermaschine, die den Namen Question Mark trug, hatte Carl Spaatz, Ira C. Eaker, Pete Quesada, Harry Halverson und R. W. Hose als Besatzung.
Am 1. Januar 1929 startete die Question Mark um 7:27 Uhr vom Flughafen in Los Angeles und wurde 8:15 Uhr zum ersten Mal aufgetankt. Trotz schlechter Witterungsbedingungen flog sie ohne Probleme weiter. Die Rendezvous-Manöver in der Nacht erwiesen sich als sehr gefährlich, da die Piloten der US-Army noch nicht für Blindflug trainiert hatten. Aufgrund des schlechten Wetters wurde die Operation nach Imperial Valley verlegt. Nachdem dreiundvierzig Mal Kraftstoff, Nahrungsmittel, Getränke, Öl, Batterien und sogar Post übergeben worden waren, landete die Question Mark, nachdem sie fast 151 Stunden ununterbrochen in der Luft gewesen war, am 7. Januar 1929 um 13:50 Uhr. Die Besatzung erhielt dafür das Distinguished Flying Cross. Die Tankerbesatzungen bekamen allerdings nur Dankschreiben.
Dieser Rekord hielt nicht lange. 1930 blieben die Gebrüder Hunter 553 Stunden in der Luft. Am 4. Juni 1935 starteten Algene und Fred Key mit einer Curtiss Robin. Sie landeten am 1. Juli 1935. Der Rekord betrug 653 Stunden und 33 Minuten.
Der Brite Alan Cobham beschäftigte sich seit 1930 mit der Luftbetankung. Er nahm Kontakt mit dem britischen Hauptmann Richard Atcherley auf, der ein System entwickelt hatte, bei dem ein beschwertes Kabel vom Tankflugzeug nachgeschleppt und vom Empfängerflugzeug ein Fanghaken abgeschossen wurde. Auf Grundlage dieser patentierten Lösung gründete Cobham 1934 die Flight Refuelling. 1935 führte die Royal Air Force eine erfolgreiche Luftbetankung einer Hawker Hart durch eine Westland Wallace vor.

### Luftbetankung bei der Deutschen Forschungsanstalt für Segelflug
Den Grundstein für die Luftbetankung im heutigen Sinne legten die Forschungen von Felix Kracht bei der 1933 gegründeten Deutschen Forschungsanstalt für Segelflug (DFS) unter ihrem Leiter Walter Georgii. Zunächst hatte Kracht einen reinen Koppelmechanismus entwickelt. Diese Mechanik befand sich am Ende eines rund 80 Meter langen Schleppseils, das mit einer Winde im Flug vom Heck einer Schleppmaschine ausgefahren werden konnte. Die Erprobungen und ständigen Weiterentwicklungen liefen so erfolgreich, dass man die zu schleppende Maschine aus dem Seilschlepp in den Kurzschlepp und zuletzt auch in den Starrschlepp nehmen konnte. Aus diesen Entwicklungen wurde nun die Möglichkeit einer Luftbetankung abgeleitet. Die erste erfolgreiche Luftbetankung mit einem ansteuerbaren Tankgeschirr wurde 1943 geflogen. Bei diesem Erstflug diente eine umgebaute viermotorige Junkers Ju 90 V-7 als Tankflugzeug, die von einer Focke-Wulf Fw 58 angesteuert werden musste. Weitere erfolgreiche Versuche folgten unter anderem in Böhmen mit einer sechsmotorigen Junkers Ju 390 V-1 und in Frankreich. Im Juli 1944 wurde das Programm wegen Treibstoffmangels eingestellt.

### Nennenswerte Einsätze nach dem Zweiten Weltkrieg

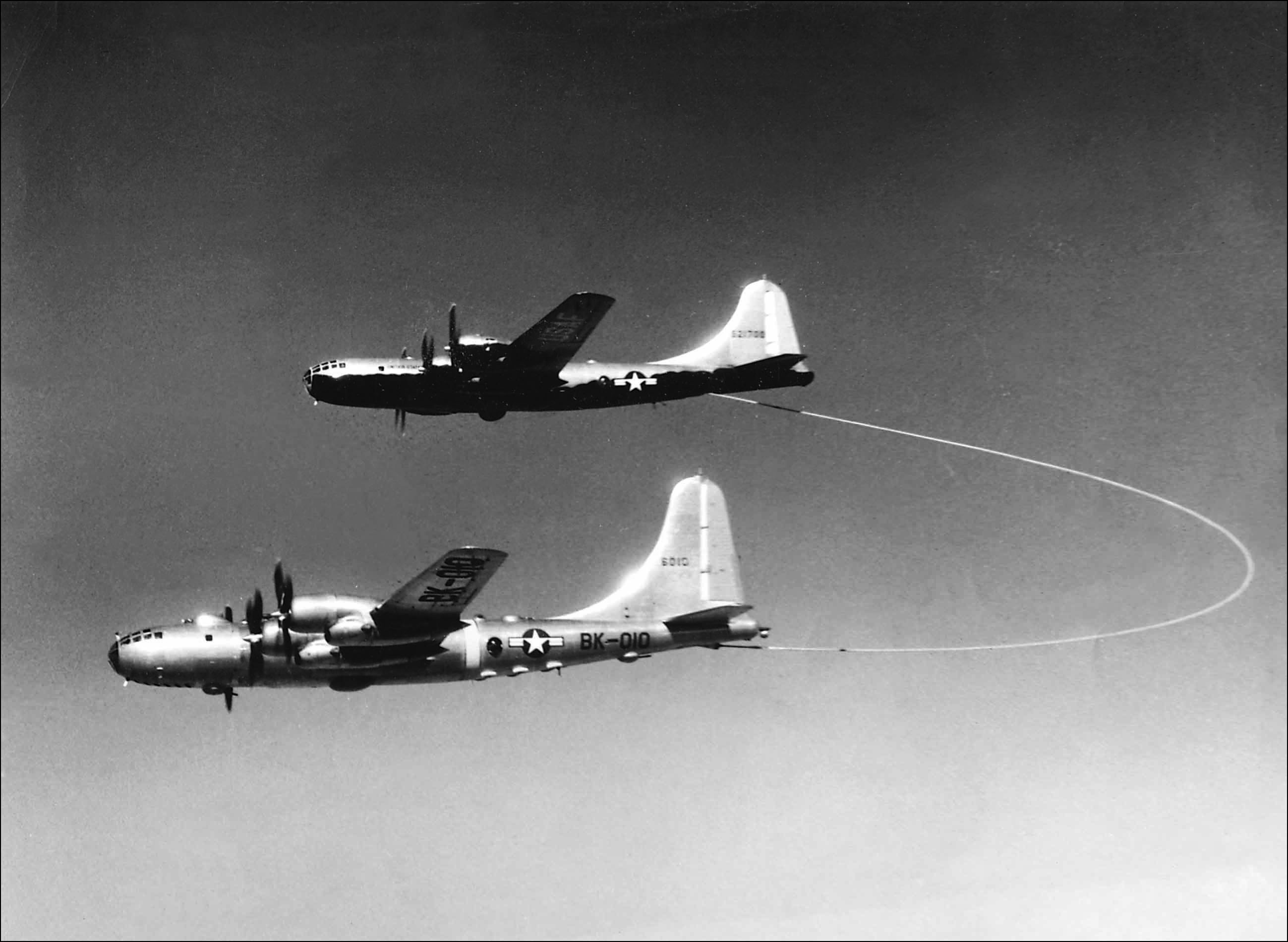
Luftbetankung der Lucky Lady II (unten) durch eine KB-29M während des ersten Nonstopflugs um die Erde (1949)

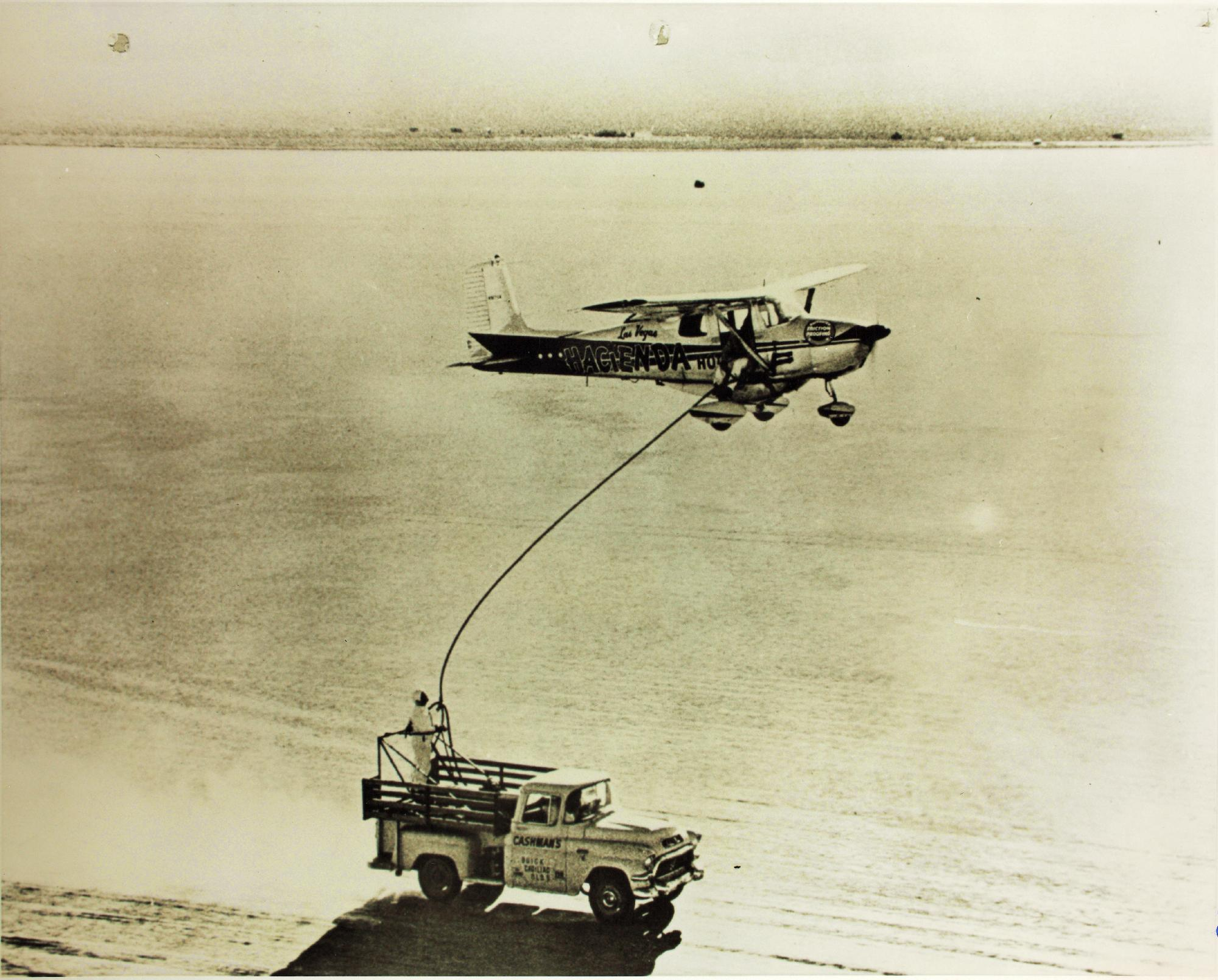
Cessna 172 wird während des längsten Fluges betankt (1958/1959; 64 Tage und 22 Stunden)

Im Rahmen der Operation Black Buck während des Falklandkriegs im Jahr 1982 bombardierten Avro-698-Vulcan-Bomber von Ascension aus den 6250 km entfernten Flugplatz von Port Stanley. Möglich wurden die dafür nötigen Flüge über teilweise mehr als 13.000 km durch ein sehr aufwändiges Verfahren von mehrfachen Luftbetankungen, insbesondere auch der Tankflugzeuge selber. Das war die bis dahin größte Distanz eines Bombenangriffs durch eine Luftwaffe.
Auch die Operation El Dorado Canyon im Jahre 1986 erforderte eine Luftbetankung der eingesetzten General Dynamics F-111. Da Frankreich, Italien und Spanien die Überflugrechte verweigerten, konnten die auf Basen in Großbritannien gestarteten Bomber Libyen nicht direkt über das europäische Festland anfliegen und mussten daher eine Route über die Straße von Gibraltar wählen. Hierdurch wuchs die geflogene Gesamtstrecke auf über 6.400 Meilen (ca. 10.300 km) an, was für jeden Einsatz acht bis zwölf Tankmanöver mit Flugzeugen der Typen Boeing KC-135 und McDonnell Douglas KC-10 erforderlich machte.
Erst im Jahre 1991 wurde ein Angriff über eine noch größere Distanz als 1982 geführt. B-52-Bomber der US-Luftwaffe starteten vom US-amerikanischen Festland, bombardierten Ziele im Irak und kehrten dann zum Luftwaffenstützpunkt in Mildenhall zurück. Für diese Angriffe wurde eine Kette regional stationierter Tanker zur Luftbetankung genutzt.

### Gegenwart

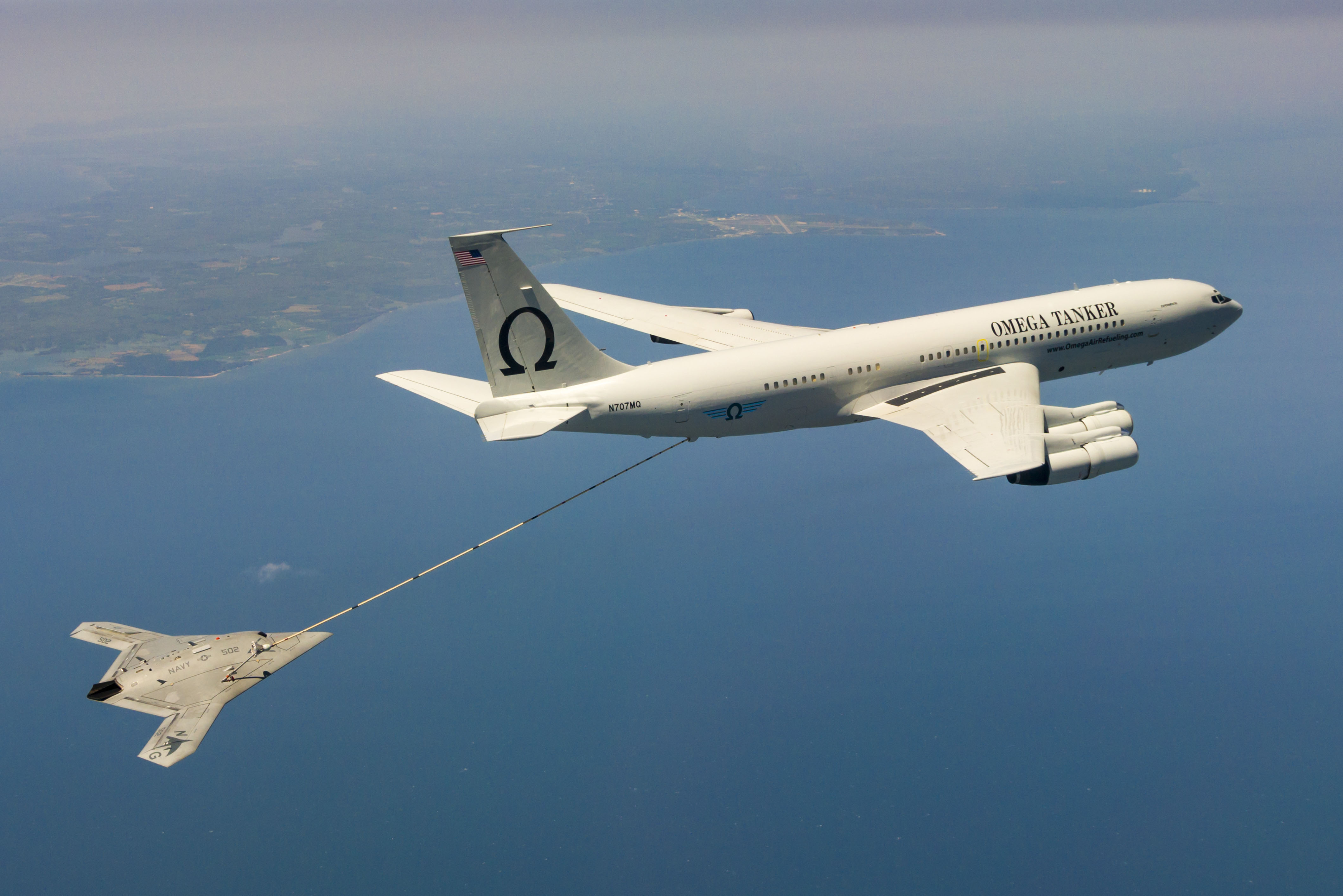
Eine Northrop Grumman X-47B wird von einer Boeing 707 der Omega Aerial Refueling Services betankt

Heutige Tankflugzeuge verwenden spezielle Ausrüstung, um eine sichere Betankung selbst bei den höheren Mindestgeschwindigkeiten moderner Strahlflugzeuge zu ermöglichen.
Mittlerweile wird auch die Luftbetankung mittels unbemannter Luftfahrzeuge erprobt, so beispielsweise im US-amerikanischen KQ-4-Programm.
Zum ersten Mal wurde im April 2015 die Drohne Northrop Grumman X-47 vor der Küste von Maryland und Virginia in der Luft mit zirka 1800 kg Kraftstoff von einer Boeing 707 der Omega Aerial Refueling Services betankt.

## Luftbetankungs-Systeme
Die zwei grundsätzlichen Herangehensweisen zur Herstellung der Verbindung zwischen den beiden Flugzeugen sind heute das Ausleger-System und das System Sonde und Fangtrichter.

### Ausleger-System

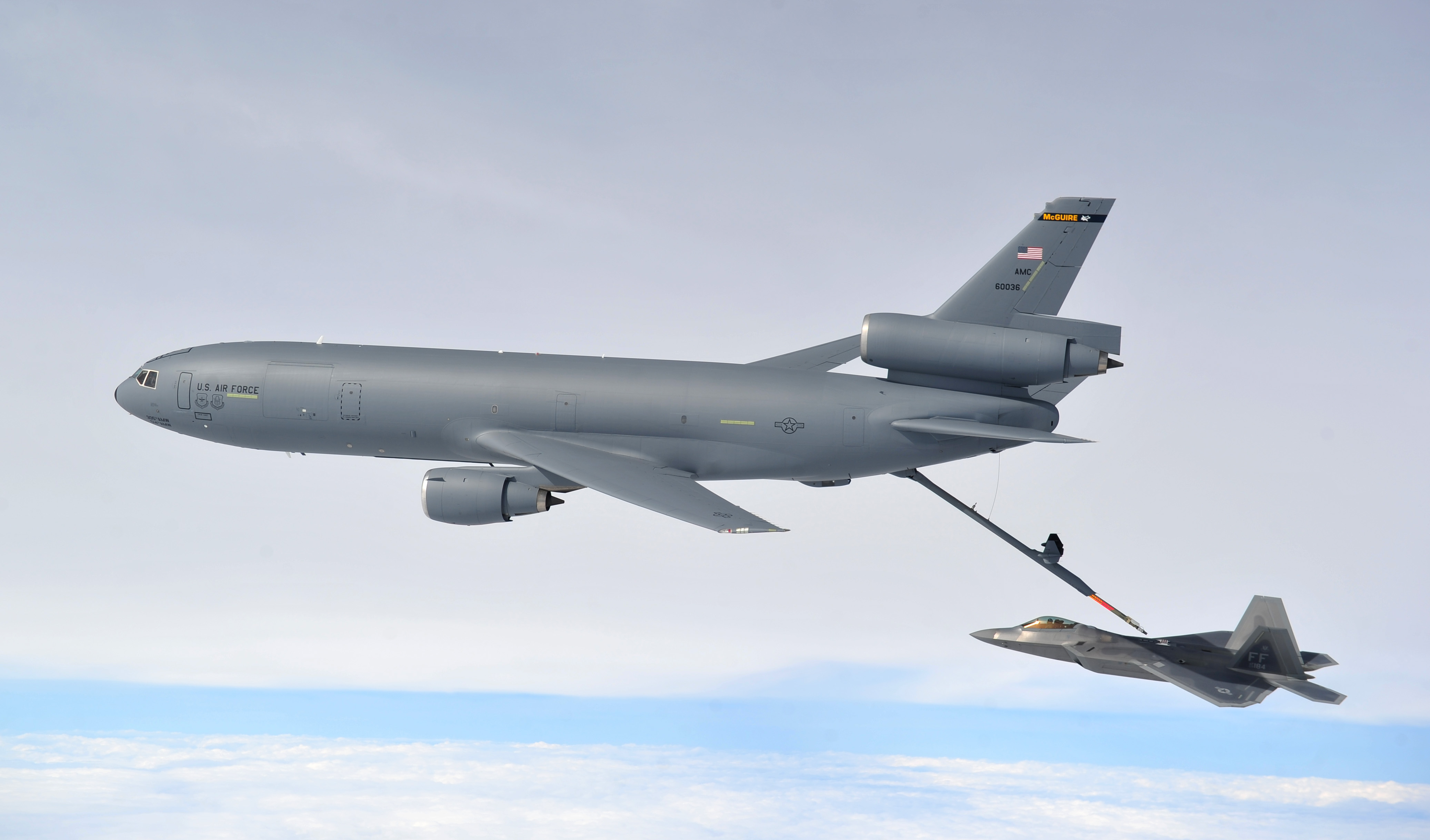
KC-10 betankt eine F-22

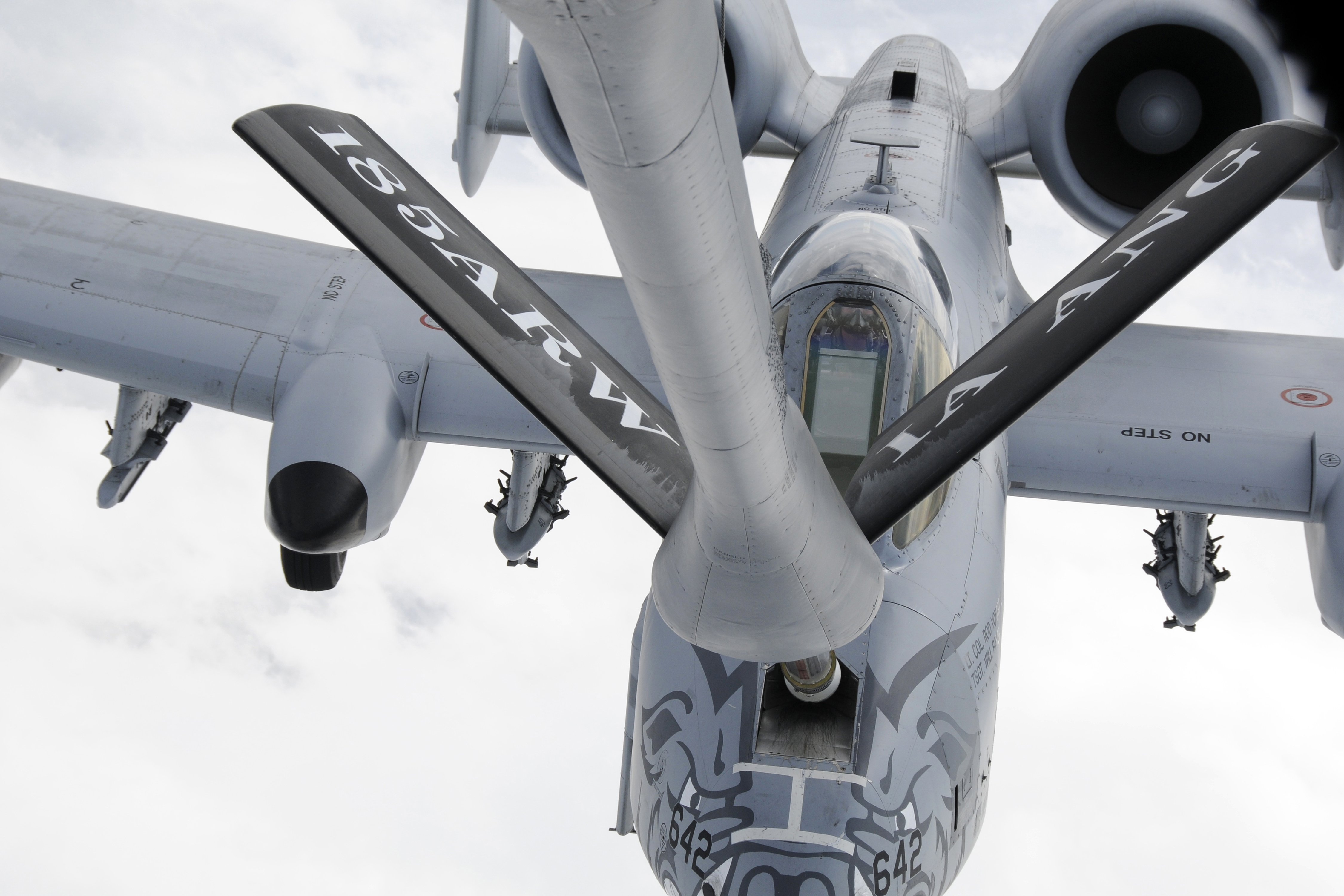
KC-135 betankt eine A-10

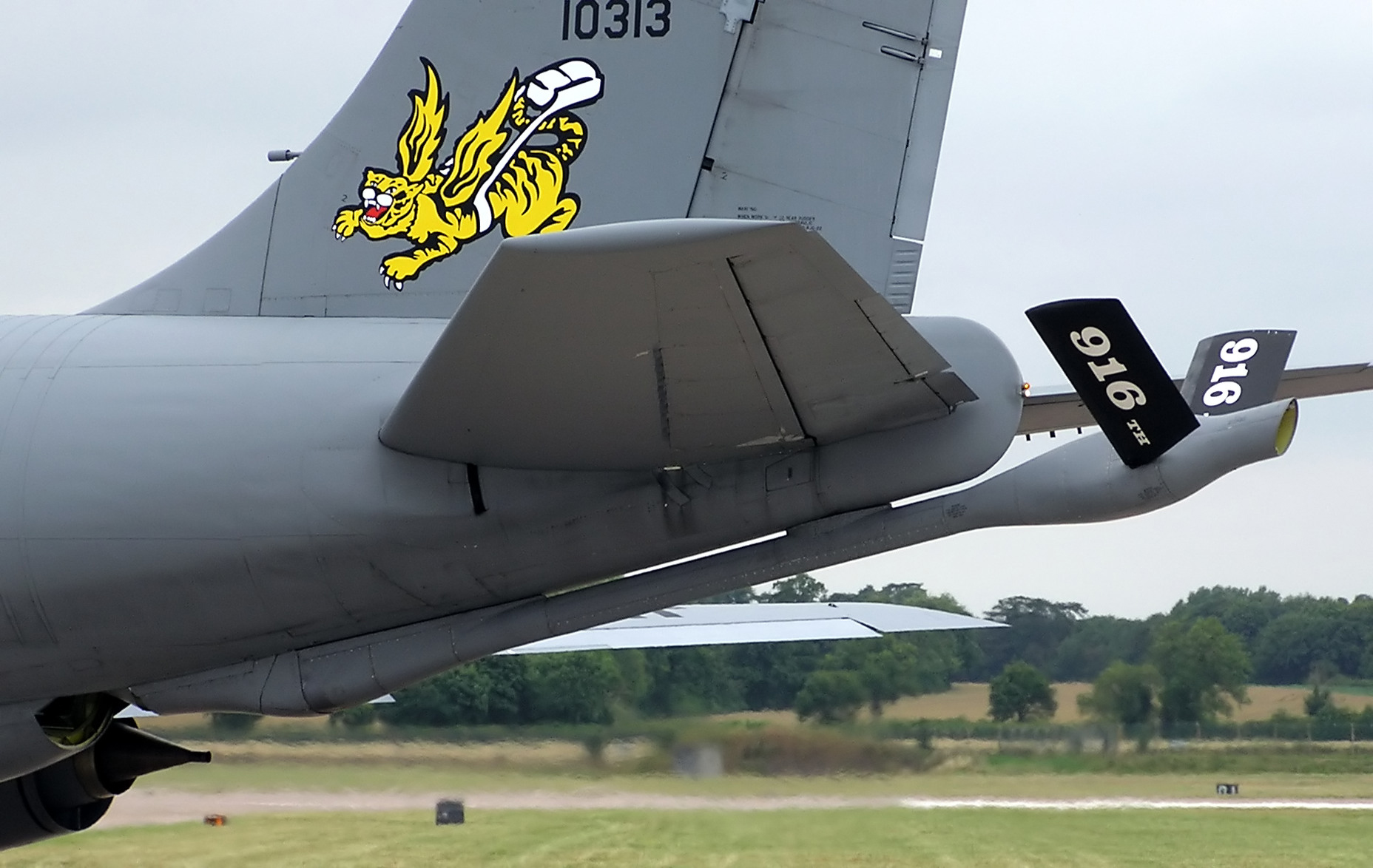
Ausleger einer KC-135

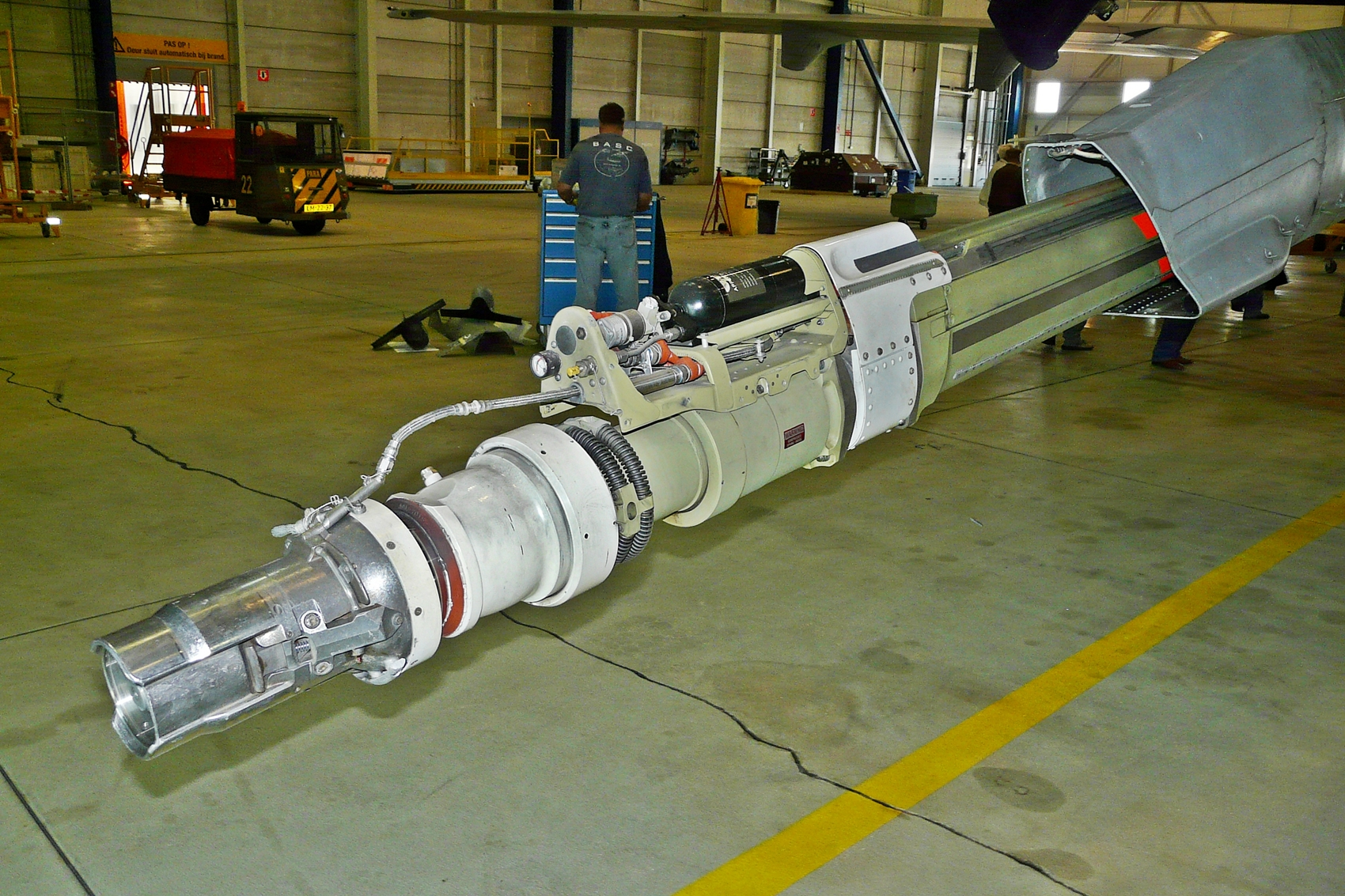
Ausleger einer KC-10

Der Ausleger ist ein langes, innerhalb enger Grenzen horizontal und vertikal bewegliches Rohr, das üblicherweise am Heck des Tankflugzeugs angebracht ist (gut zu erkennen auf dem Bild rechts). Er hat oft ein teleskopierbares Ende, ein Ventil am Ende, um den Treibstofffluss zu regeln, und kleine Flügel, die abhängig vom Design auch als ruddervators (englisches Kunstwort aus „Rudder“ und „Elevator“) bezeichnet werden (im Bild unten als „V“ sichtbar). Mit ihnen kann der Ausleger regelrecht ins Ziel – die Betankungsöffnung des Empfängers – „geflogen“ werden. Diese Betankungsöffnung befindet sich meist oben auf dem Flugzeug auf seiner Längsachse und entweder hinter oder kurz vor dem Cockpit. Die Betankungsöffnung ist mit den Treibstofftanks verbunden und hat ein Ventil, das den Treibstoff im Tank sowie Staub und Fremdkörper fernhält. Das Ende des Auslegers passt in diese Öffnung.
Während einer Betankungsoperation hält das Tankflugzeug Höhe und Geschwindigkeit konstant und der Treibstoffempfänger nimmt zunächst eine Standardposition hinter und unter dem Tankflugzeug ein. Währenddessen senkt der Tanker den Ausleger in die Stellung zum Betanken ab und fährt das Teleskoprohr geringfügig aus. Wenn der Empfänger in der Ausgangsposition stabilisiert ist, erhält er vom Tanker die Freigabe, in die Betankungsposition vorzurücken. Moderne Tanker haben Scheinwerfer, die den Bereich außerhalb dieses Punktes ausleuchten. Der Pilot muss also nachts den dunklen Punkt anfliegen und kann seine Fluglage entsprechend korrigieren, wenn er in den hellen Bereich fliegt. Sobald er in der Betankungsposition ist, fliegt der Pilot mit dem Tanker in Formation (dies kann durch Turbulenzen erschwert werden). Das Besatzungsmitglied, das den Ausleger (i. engl. „Boom“) steuert, der Boomer bzw. Boom Operator (in der USAF meist im Range eines Sergeants), fährt das Teleskoprohr aus und lenkt es mit kleinen Bewegungen in die Tanköffnung, indem er den Ausleger mit den angebrachten Flügeln ins Ziel „fliegt“. Sobald das Rohr im Betankungsstutzen verriegelt ist, wird zwischen Tank- und Empfängerflugzeug ein Stromkreis geschlossen, der die beiden Ventile im Ausleger und dem Tank öffnen lässt, und Pumpen an Bord des Tankflugzeugs pumpen Treibstoff durch den Ausleger und die Tanköffnung in das Empfängerflugzeug (einige Tankflugzeugtypen verwenden möglicherweise reine Schwerkraftbetankung). Sobald beide Flugzeuge verbunden sind, zeigen zusätzliche Lichter dem Piloten, ob er in eine Richtung driftet. Dies wird durch Schalter im Ausleger geregelt. Zudem ist der Ausleger farblich markiert. Der Pilot des zu betankenden Flugzeuges darf sich nur im grünen Bereich bewegen. Sollte er an die Begrenzungen kommen, würde der Boomer den Ausleger entriegeln und zurückziehen und das Andockmanöver müsste erneut erfolgen. Wenn der Betankungsvorgang abgeschlossen ist, werden die Ventile geschlossen und das Teleskoprohr zurückgezogen.

### Sonde und Fangtrichter

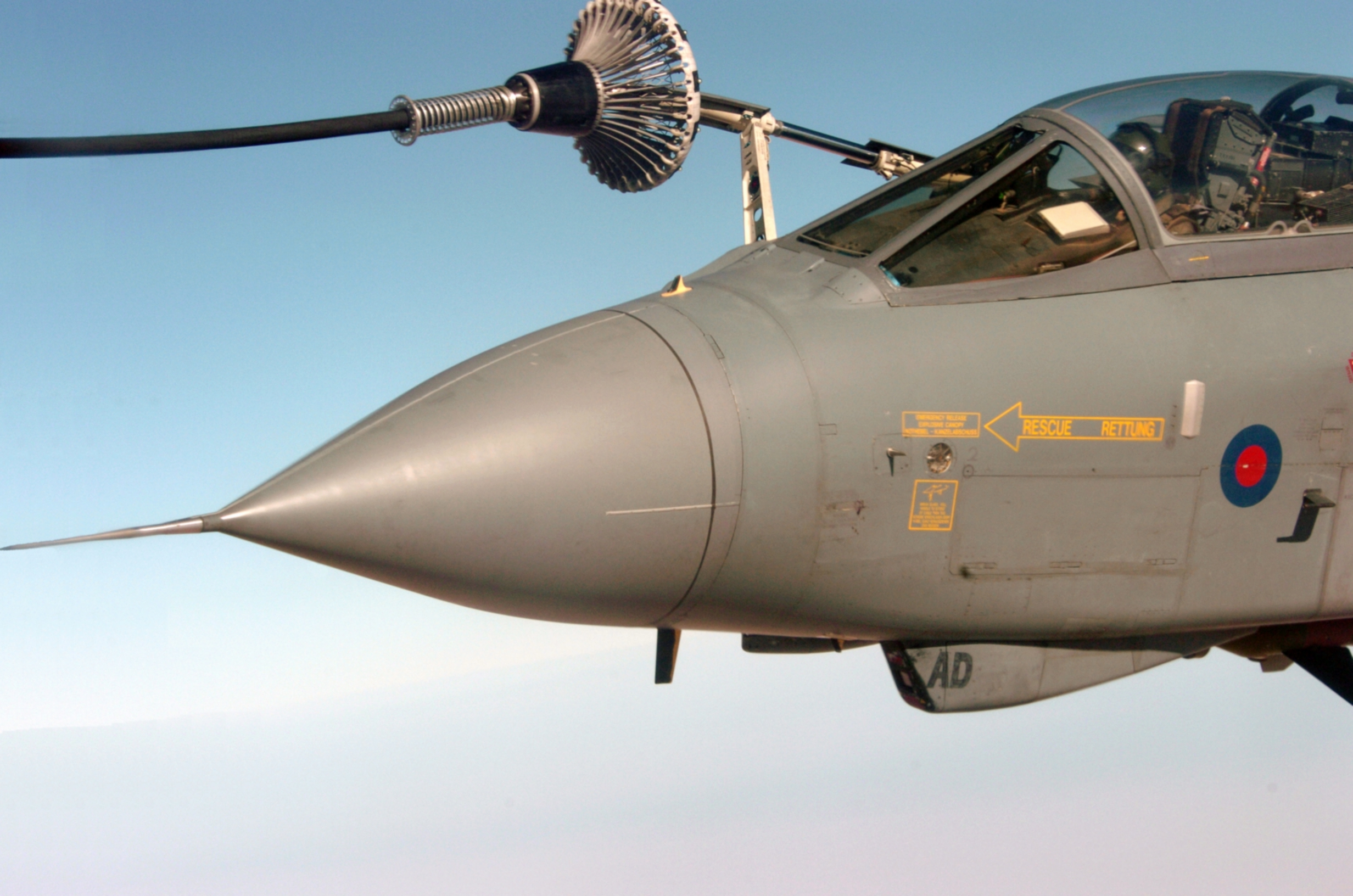
VC10 betankt einen Tornado

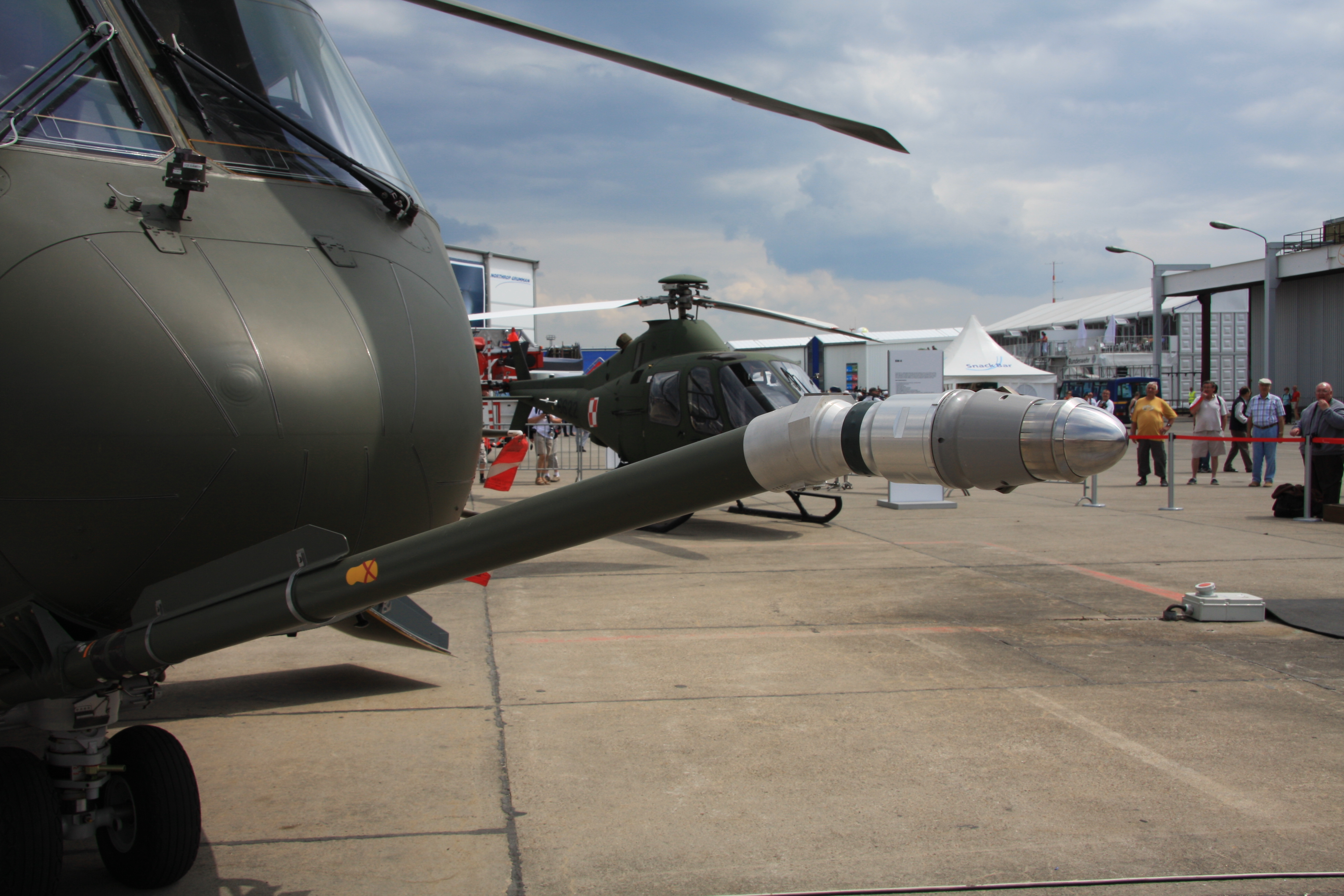
Die Tanksonde eines AgustaWestland EH101

Der Fangtrichter, manchmal auch als Korb bezeichnet, ähnelt einem Federball ohne Federn. An seinem schmalen Ende, das in Flugrichtung zeigt, befindet sich ein Ventil. Von dort führt ein flexibler Schlauch zum Tankflugzeug. Das Empfängerflugzeug ist mit einer Sonde, einer Art nach vorne gerichtetem Rohr, ausgestattet. Diese ist entweder starr befestigt oder, zwecks besserer Aerodynamik, für den normalen Flugbetrieb einziehbar.
Während des Betankungsvorganges fliegt das Tankflugzeug konstant geradeaus, der Fangtrichter wird an seinem Schlauch hinter dem Tanker hergeschleppt und befindet sich so unterhalb des Rumpfes. Der Trichter ist nicht direkt steuerbar, wie dies bei einem Ausleger der Fall ist, sondern es sind nur geringfügige Bewegungen durch Kursänderungen des Tankers möglich. Deshalb muss der Pilot des Empfängerflugzeugs dieses so steuern, dass die Sonde in den Korb gelangt. Ist dies erreicht, wird durch den Windzug am Korb die Verbindung zwischen Sondenspitze und Ventil hergestellt. Das Ventil öffnet sich und das Pumpen von Treibstoff kann beginnen. Das zu betankende Flugzeug muss nun seine Position zum Tanker so lange beibehalten, bis der Tankvorgang beendet ist. Danach verringert der Pilot des soeben betankten Flugzeuges seine Geschwindigkeit und die Sonde trennt sich vom Trichter.
Einige mit Auslegern ausgerüstete Tanker sind mit speziellen Schläuchen ausgestattet, die an der Spitze des Auslegers angebracht werden können. Dies ermöglicht es, auch Flugzeuge mit Sonden aufzutanken.
Eine weitere Ausrüstungsvariante ist die Kombination sowohl mit einem Ausleger als auch mit einem oder mehreren Fangtrichtersystemen.
Es gibt auch Hubschrauber, die mit Sonden zur Luftbetankung ausgestattet sind (z. B. MH-53, MH-47, MH-60 und EH-101).

### Vergleich der beiden Systeme

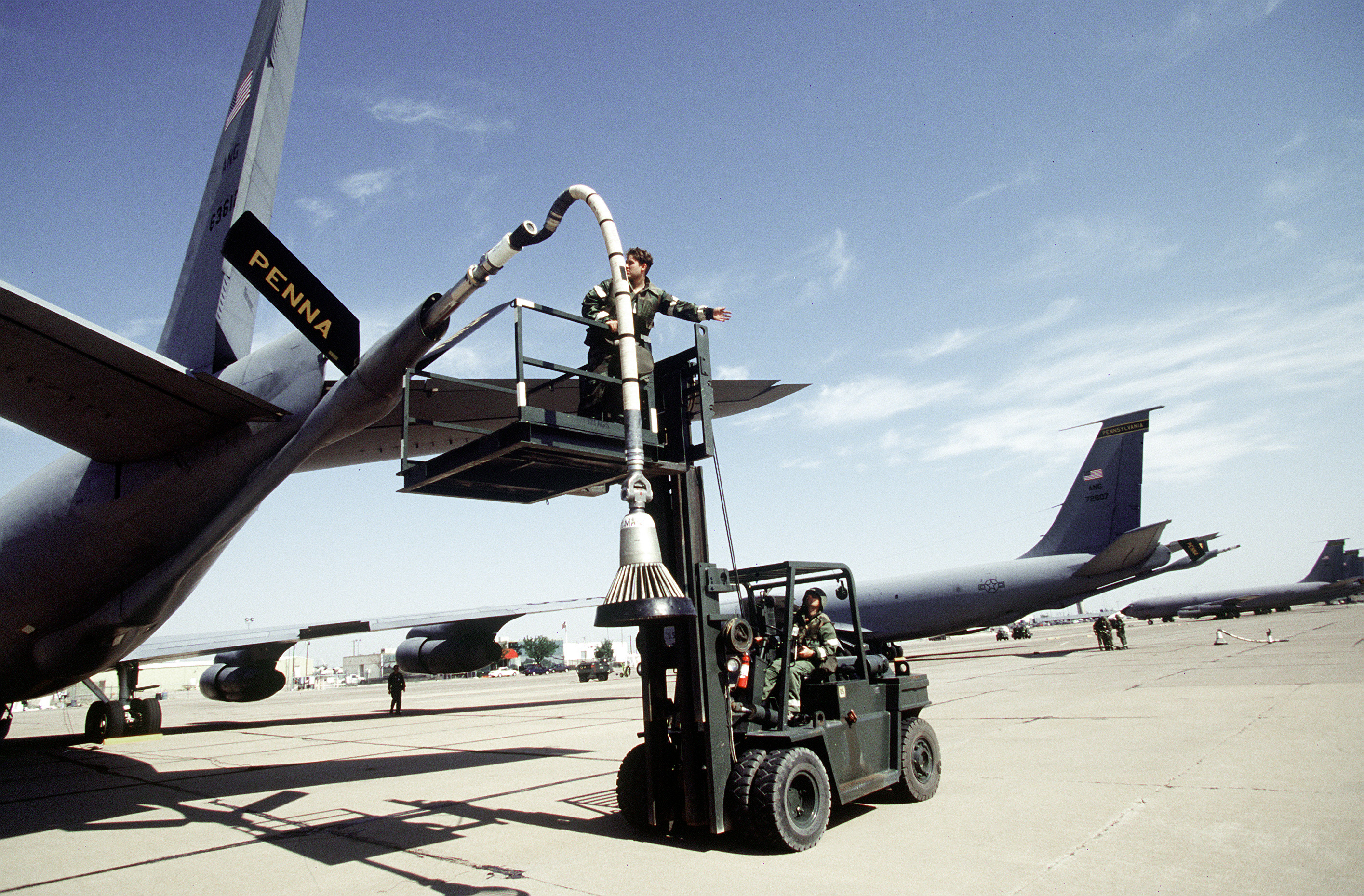
Schlauchadapter am Tankausleger einer KC-135E

Die US-Luftwaffe rüstete nach dem Zweiten Weltkrieg B-29-Bomber zu Tankflugzeugen um: sie waren dazu perfekt geeignet, da sie schnell waren, hoch steigen konnten und eine hohe Zuladung hatten. Dabei wurden beide oben genannten Systeme getestet und im Einsatz erprobt. Aus dem Vergleich beider Systeme kann zusammengefasst werden: Das System Sonde und Fangtrichter übt im ausgefahrenen Zustand einen erhöhten Luftwiderstand auf das Tankflugzeug aus, was dessen Geschwindigkeit bei der Betankung heruntersetzt. Besonders deutlich ist die Geschwindigkeitsabnahme, wenn mit drei Fangtrichtern gleichzeitig betankt wird und der Tanker mit Kolbenmotoren angetrieben wird. Jetangetriebe Tanker können den erhöhten Luftwiderstand leichter ausgleichen, da sie über mehr Leistungsreserven verfügen. Das System Sonde und Fangtrichter kann mit relativ geringem Umrüstaufwand im Prinzip in jedes Flugzeug, vom Kampfjet bis zum Transporter, als Nachrüstsystem beispielsweise als Pod unter den Tragflächen angebaut werden. Das war unter anderem auch bei der Bundesluftwaffe ein Einstieg in die regelmäßige eigene Luftbetankung: Drei Kampfjets flogen als Verband, zwei davon trugen Waffen und einer anstelle der Waffen mehr Zusatztanks. Dieser dritte Jet gab an einem vorberechneten Punkt den Resttreibstoff an die zwei munitionierten Jets ab und erhöhte somit deren Reichweite. Der „kleine Tanker“ drehte nach der Abgabe des Treibstoffs ab und trat den Heimflug an. Dieses Verfahren, allerdings mit Boomer, wurde auch Mitte der 1960er-Jahre von North American zur Reichweitenverlängerung bei der XB-70 vorgeschlagen.

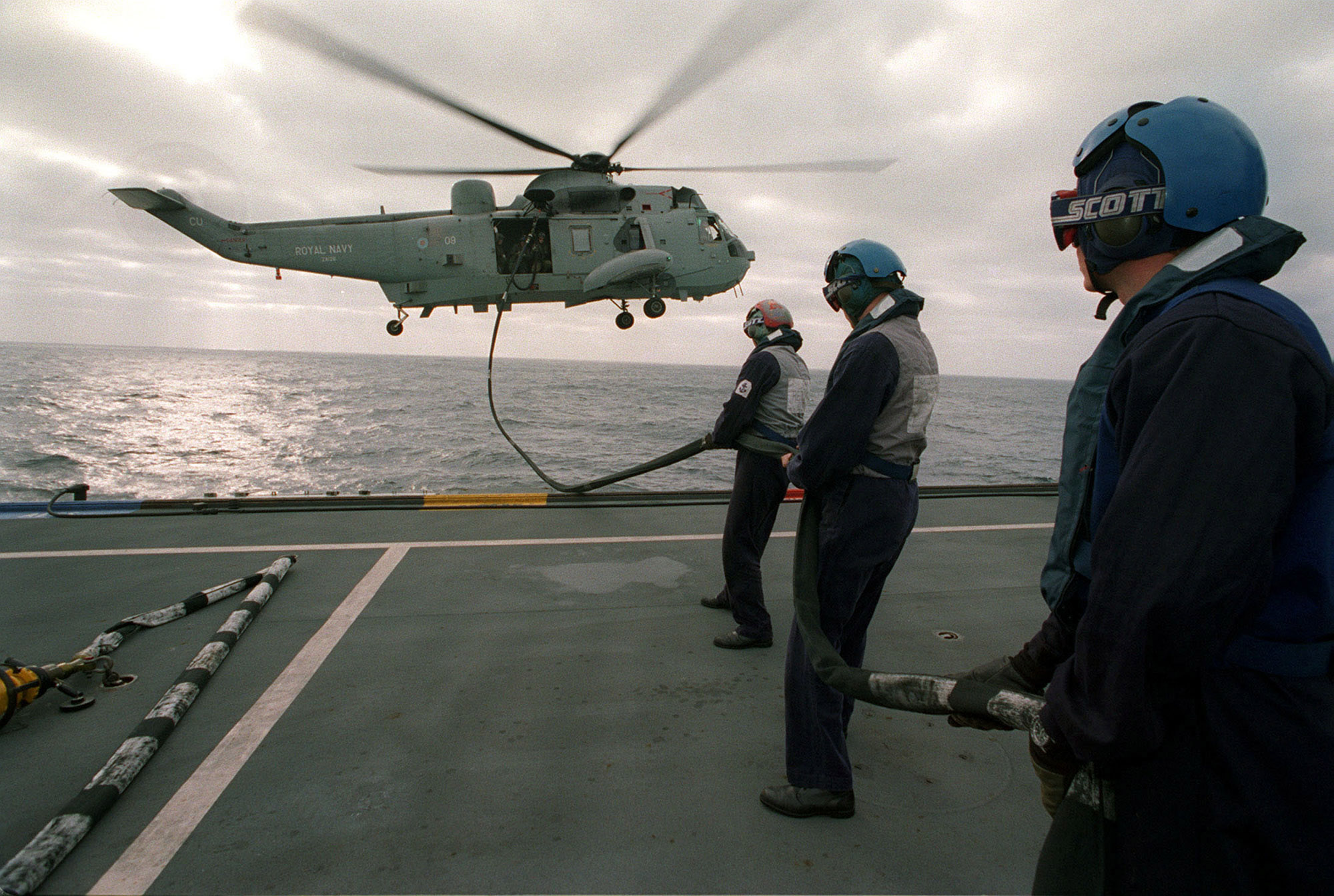
RFA Argus betankt einen Sea King

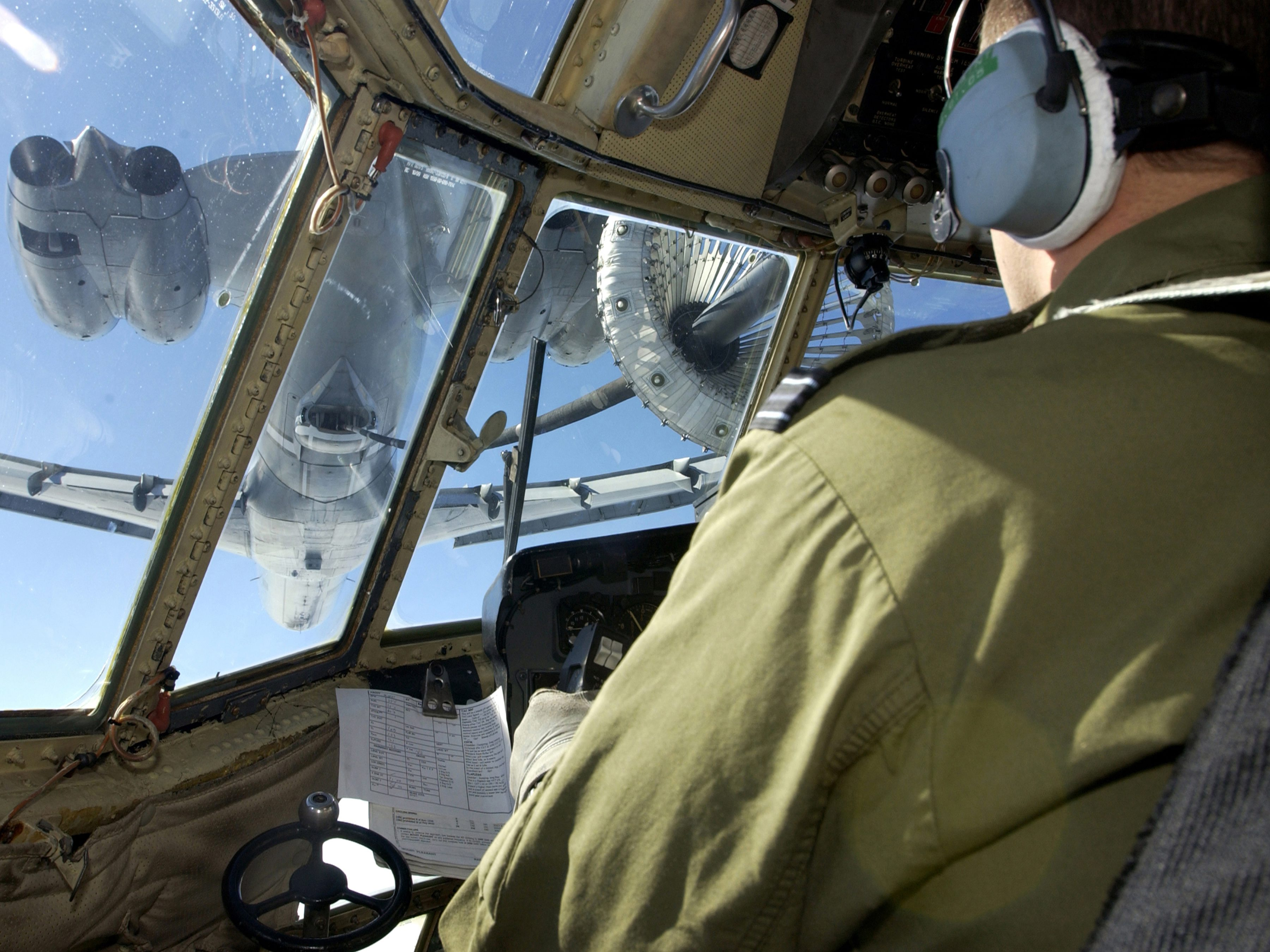
Übung einer Luftbetankung einer C-130K durch eine VC10

Beim Sonde-und-Fangtrichter-System muss der Pilot des Empfängerflugzeuges (receiver) meist mehr trainieren, um den Kontakt sicher herzustellen, und auch die Abbruchrate ist höher. Die Herstellung eines Kontaktes dauert auch länger als mit einem teleskopierbaren Auslegersystem und ist somit für den Piloten der Empfängermaschine eine zusätzliche Belastung im Einsatz. Der Bediener des Auslegers (boom operator) kann dagegen den Boom in zwei Achsen steuern und somit den Piloten des Empfängers erheblich entlasten. Die restliche Arbeit beim Herstellen des Kontaktes ist im Wesentlichen die des Auslegerbedieners. Der Pilot des Empfängers muss im Wesentlichen nur die Formation herstellen und (trotz Gewichtszunahme beim Tanken) die Position halten. Dennoch ist das Auftanken mit Teleskopsystem nicht gefahrlos: Eine Reihe schwerer Unfälle in der US-Luftwaffe mit zum Teil Totalverlusten dokumentiert das Risiko. Durch das im Querschnitt größere Rohr des Teleskopauslegers kann in kürzerer Zeit mehr Treibstoff übergeben werden. Das ist bei den großen Mengen, die von großen strategischen Bombern wie der B-52 und der B-2 und den Transportern C-5A und C-17 übernommen werden, von größerer Bedeutung als bei kleineren taktischen Kampfjets. Es reduziert die Auftankzeit und somit auch letztendlich das Unfallrisiko. Bei Nacht verstärken sich diese Effekte nochmals. Das System Fangtrichter ist durch verschiedene Faktoren in der Gesamtheit ein wenig preisgünstiger. Der Hauptvorteil liegt auch im Betanken von Hubschraubern, wofür das Teleskopsystem in seiner jetzigen Form wenig geeignet ist: Der Sicherheitsabstand zwischen Hubschrauber und Tanker ist beim Schlauch wesentlich größer, und der fast waagrecht fliegende Schlauch hat ein deutlich niedrigeres Kollisionsrisiko mit dem Rotor eines Hubschraubers. Da das Fangtrichtersystem also einen leichten Kostenvorteil hat, über einen großen Geschwindigkeitsbereich Kampfjets, Transporter und Hubschrauber betanken kann, letztendlich also einen großen Bereich abdecken kann, ist es in europäischen Luftwaffen sehr beliebt. Das Teleskopsystem spielt seine Vorteile beim Betanken größter Flugzeuge voll aus und ist daher in den USA eher notwendig.

## Strategische und taktische Implikationen

### Strategische Überlegungen

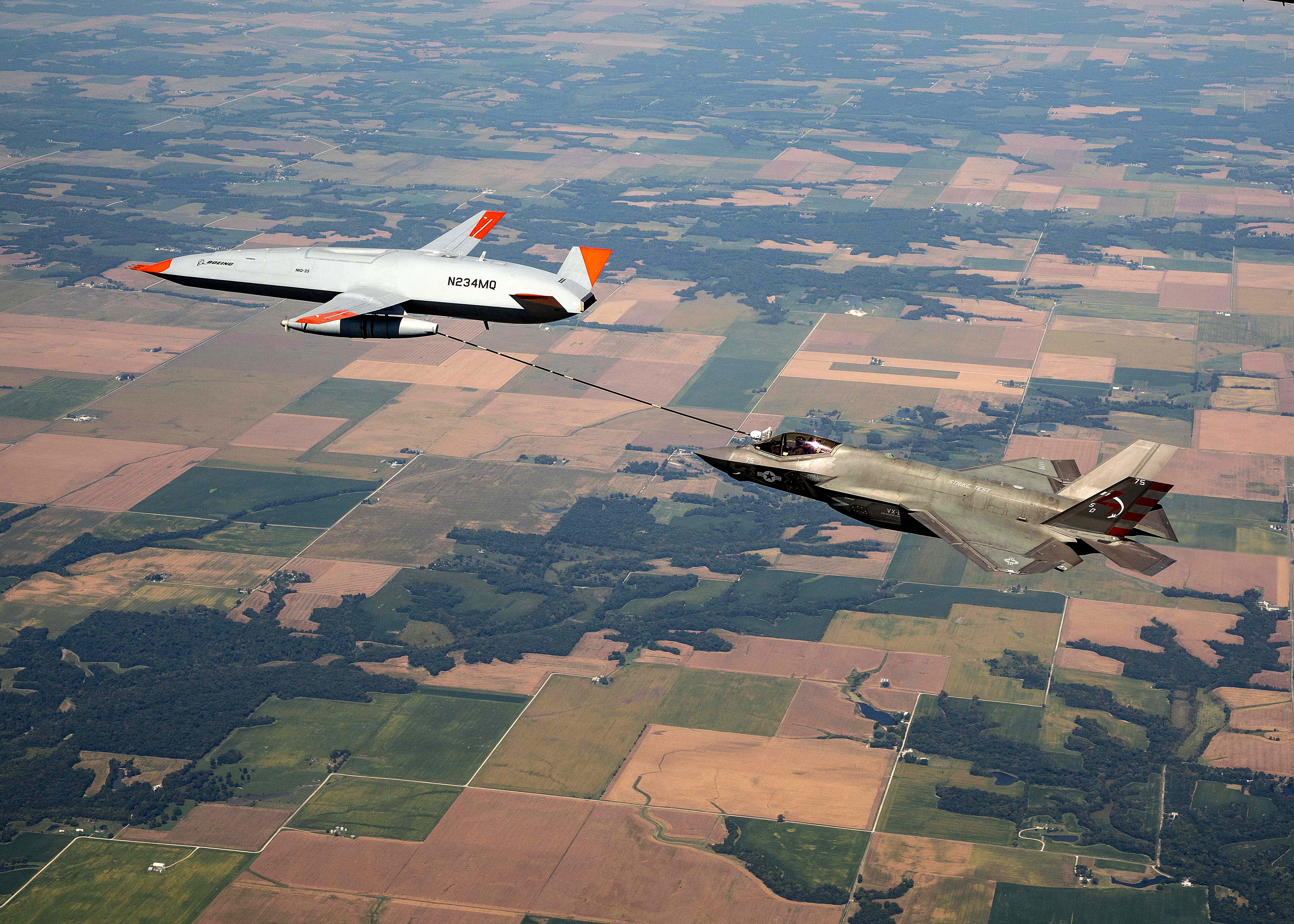
Luftbetankung einer F-35C durch eine MQ-25 T1

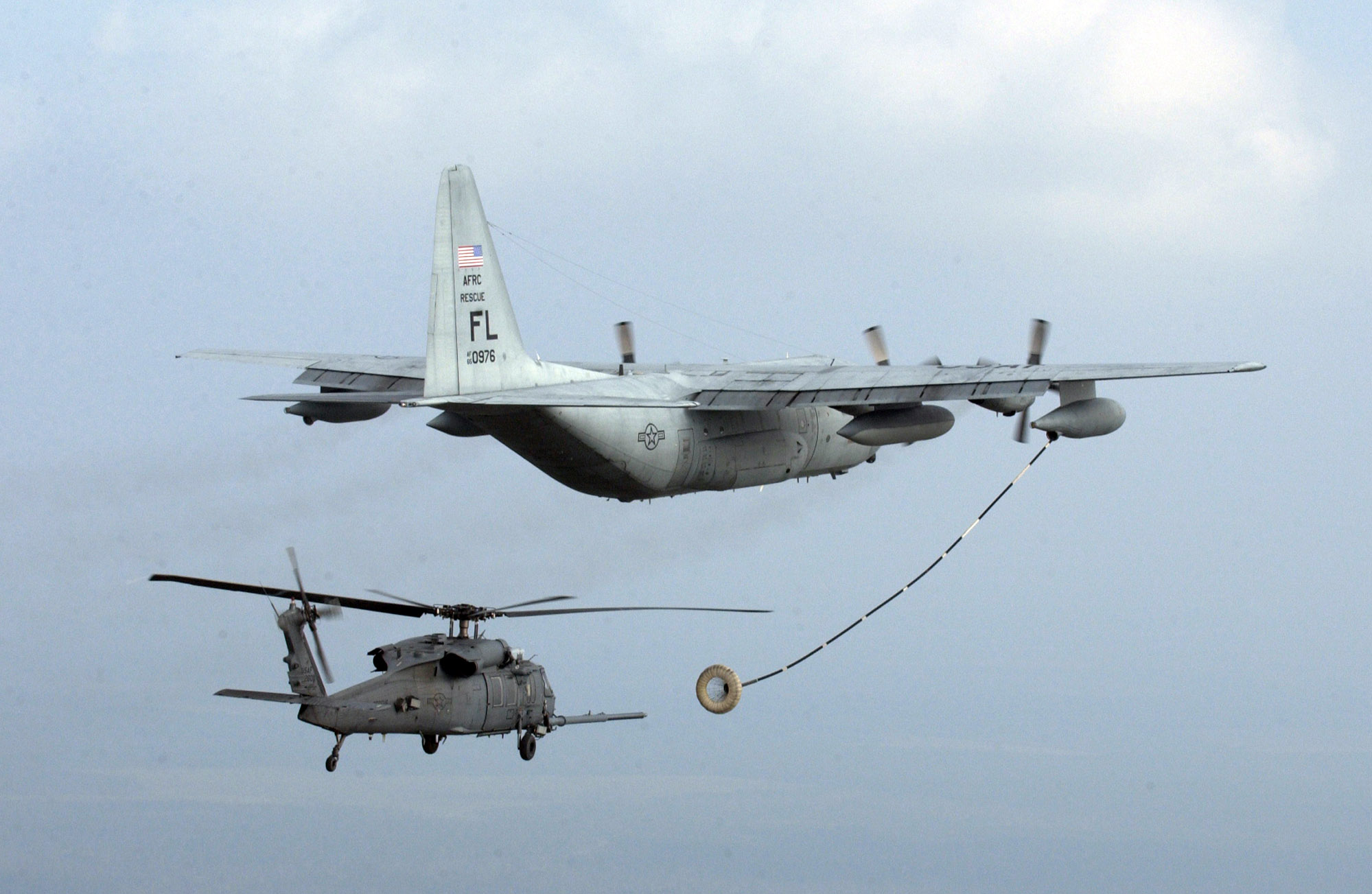
Luftbetankung eines HH-60 Pave Hawk durch eine HC-130P

Die frühe Entwicklung der Boeing KC-97 und Boeing KC-135 war durch den Bedarf der USA angeregt worden, Flotten aus strategischen Bombern des Strategic Air Command (SAC) der Typen Boeing B-47 und Boeing B-52 während des Kalten Krieges in der Luft zu halten. Damit wollte man die Fähigkeit zum Zweitschlag im Falle eines Angriffs aufrechterhalten, oder man wollte – wenn dies nötig sein sollte – in der Lage sein, den Erstschlag gegen die UdSSR zu führen. Die Bomber kreisten über ihren zugewiesenen Positionen, von denen aus sie in den sowjetischen Luftraum eindringen sollten, wenn sie den Befehl dazu erhielten. Die Tanker sorgten dafür, dass die Tanks der Bomber immer gefüllt waren, um eine Staffel 24 Stunden in der Luft zu halten, so dass sie stets ihre Ziele in der Sowjetunion erreichen konnte. Ein Erstschlag gegen die Basen der Bomber konnte so einen Zweitschlag der USA nicht verhindern (→ Chrome Dome). Berühmte Beispiele für diese Betankungspraxis finden sich im Vorspann des Films Dr. Seltsam oder: Wie ich lernte, die Bombe zu lieben (ein fiktionaler Film, aber die Szenen zeigen echte B-52-Betankungsmanöver) bzw. im Film A Gathering Of Eagles (dt. Titel Der Kommodore), der 1963 in den USA erschien und fast dokumentarisch den Alltag in einer Einheit des SAC beschreibt.
Ein Nebenprodukt dieser Entwicklung und dem Bau großer Stückzahlen von Tankflugzeugen war die Möglichkeit, auch Transportflugzeuge, Kampfjets und Bodenangriffsflugzeuge auftanken und sie so zu entfernten Schauplätzen bringen zu können. Dies wurde häufig während des Vietnamkriegs praktiziert, als viele Flugzeuge die transozeanischen Entfernungen – selbst mit Zwischenlandungen auf Basen in Hawaii und Okinawa – nicht ohne Luftbetankung hätten bewältigen können. Zusätzlich zum Selbsttransport der Flugzeuge konnten diese natürlich auch Material, Nachschub und Soldaten nach Vietnam bringen, ohne zum Tanken landen zu müssen.

### Taktische Überlegungen

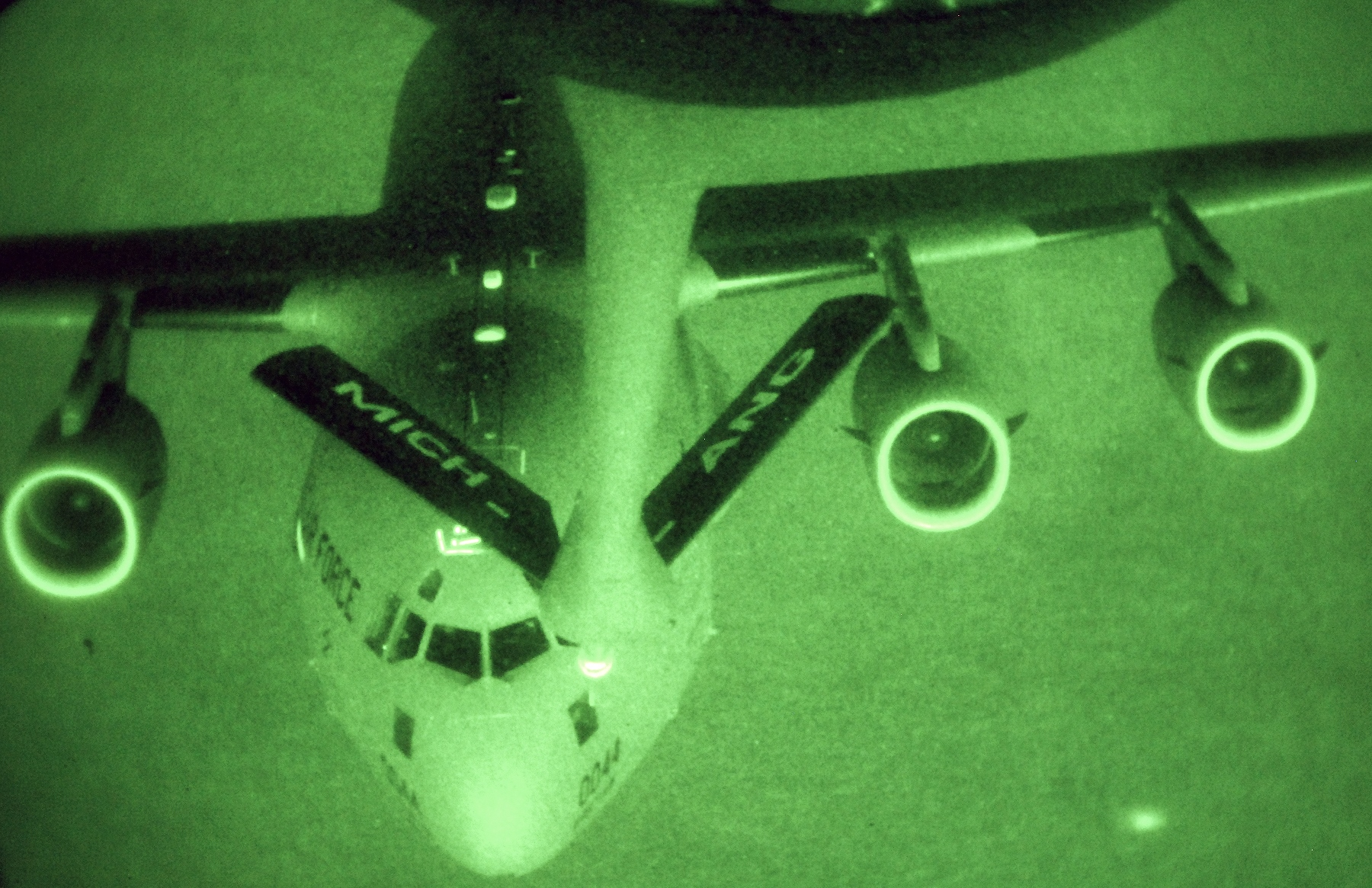
Luftbetankung einer C-17 durch eine KC-135 bei Nacht

Die Möglichkeit zum Tanken nach dem Start bringt zwei wesentliche taktische Vorteile mit sich. Einerseits ermöglicht es Kampfjets, Angriffsflugzeugen und Bombern, Ziele zu erreichen, die normalerweise außerhalb der Reichweite liegen, und Patrouillen-Flugzeugen, länger in der Luft zu bleiben. Andererseits kommt hinzu, dass das maximale Abfluggewicht eines Flugzeugs generell geringer ist als das maximale Gewicht, mit dem es in der Luft bleiben kann. Dies erlaubt einem Flugzeug, nur mit einer teilweisen Treibstoffzuladung zu starten und dafür mehr Nutzlast zu tragen. Nachdem es Einsatzhöhe erreicht hat, können die Tanks von einem Tanker aufgefüllt werden, und das Flugzeug erreicht dort sein maximales Fluggewicht und damit von dort eine hohe Reichweite.

## Klassifizierung der Tankflugzeuge nach Tanksystem, Abmessung und Produktion
| Flugzeugtyp                                                  | Tanksystem                                            | Einsatzzeit | Produktionszeit                    | Länge in m (von–bis) | Spannweite in m (von–bis) | Stückzahl Produktion (bis 2015) | Stückzahl einsatzfähig (Mitte 2008) | Land                                | Bild               |
| ------------------------------------------------------------ | ----------------------------------------------------- | ----------- | ---------------------------------- | -------------------- | ------------------------- | ------------------------------- | ----------------------------------- | ----------------------------------- | ------------------ |
| Airbus A310-300 MRTT / CC-150 Polaris                        | Sonde, Fangtrichter                                   | aktuell     | 2000–                              | 47 m                 | 44 m                      | 8+                              | 8                                   | Deutschland/europäisches Konsortium | A310-MRTT          |
| A330-200 MRTT/FSTA KC-30 / KC-45                             | Sonde, Fangtrichter, Ausleger                         | aktuell     | 2006–                              | 58 m                 | 60 m                      | 27+                             | 27 (2015)                           | Deutschland/europäisches Konsortium | A330 MRTT          |
| Airbus A400M                                                 | Sonde, Fangtrichter                                   | aktuell     | 2009–                              | 45,1 m               | 42,36 m                   | 37+                             | 37 (2017)                           | Deutschland/europäisches Konsortium | Airbus A400M       |
| Boeing KB-29 M                                               | Sonde, Fangtrichter                                   | historisch  | 1949–1951 (ca.)                    | 30 m                 | 43 m                      | 92                              | –                                   | Vereinigte Staaten                  | KB-29M and KB-29MR |
| Boeing KB-29 R/P (Umbauten der Boeing B-29)                  | Ausleger                                              | historisch  | 1949–1951 (ca.)                    | 30 m                 | 43 m                      | 190                             | –                                   | Vereinigte Staaten                  | [ 18 ]             |
| Boeing KB-50 (Variante der Boeing B-29)                      | Sonde, Fangtrichter                                   | historisch  | 1947–1953 (ca.)                    | 30 m                 | 43 m                      | 371                             | –                                   | Vereinigte Staaten                  | B-50               |
| Boeing KC-97                                                 | Ausleger                                              | historisch  | Anfang 1950er                      | 36 m                 | 43 m                      | 816                             | 1                                   | Vereinigte Staaten                  | KC-97              |
| Boeing KC-135 Stratotanker                                   | Ausleger; auch Fangtrichter-Adapter                   | aktuell     | 1954–1991                          | 41 m                 | 39 m                      | 803                             | 539                                 | Vereinigte Staaten                  | KC-135             |
| Boeing 747-100 KC-33 (für die Iranische Luftwaffe)           | Sonde, Fangtrichter                                   | aktuell     | 1970er                             | 71 m                 | 60 m                      | 4                               | 1                                   | Vereinigte Staaten                  | KC-33              |
| Grumman KA-6 (Umbauten der A-6A/E)                           | Sonde, Fangtrichter                                   | historisch  | 1962–1990                          | 17 m                 | 16/10 m                   | 90 (ca.)                        | –                                   | Vereinigte Staaten                  | KA-6               |
| Handley Page Victor B.1A/K.2P/BK.1/K.2 (Variante der H.P.80) | Sonde, Fangtrichter                                   | historisch  | 1952–1963 (ca.)                    | 35 m                 | 34 m                      | 20 (ca.)                        | –                                   | Vereinigtes Königreich              | Victor             |
| Iljuschin Il-78M „Midas“                                     | Sonde, Fangtrichter                                   | aktuell     | 1984–1992, 2005–                   | 47 m                 | 50 m                      | 40 (ca.)                        | 26                                  | Russland (frühere Sowjetunion)      | Il-78M             |
| Xian HY-6U (Variante der Tupolew Tu-16N „Badger“)            | Sonde, Fangtrichter                                   | aktuell     | 1975–                              | 34 m                 | 34 m                      | 10 (ca.)                        | 8 (ca.)                             | Volksrepublik China                 | Xian HY-6          |
| Lockheed HC-130 und KC-130 (Varianten der C-130)             | Sonde, Fangtrichter                                   | aktuell     | Mitte der 1950er–                  | 35 m                 | 40 m                      | 210 (ca.)                       | 102 (ca.)                           | Vereinigte Staaten                  | KC-130J            |
| Lockheed L-1011-KC1, -K1 (Umbauten für Royal Air Force)      | Sonde, Fangtrichter                                   | aktuell     | 1980er                             | 50 m                 | 50 m                      | 9                               | 9                                   | Vereinigte Staaten                  | L-1011 Tanker      |
| McDonnell Douglas KC-10 „Extender“                           | Ausleger, auch einziehbarer Schlauch mit Fangtrichter | aktuell     | 1979–1990                          | 55 m                 | 50 m                      | 60                              | 59                                  | Vereinigte Staaten                  | KC-10              |
| Vickers 667 Valiant Type 733/758 K                           | Sonde, Fangtrichter                                   | historisch  | 1952–1957                          | 33 m                 | 35 m                      | 57                              | –                                   | Vereinigtes Königreich              | Valiant            |
| Vickers VC10 K / SuperVC10 K (Umrüstungen)                   | Sonde, Fangtrichter                                   | aktuell     | 1962–1970, 1978–Mitte 1990er (ca.) | 49 m                 | 45 m                      | 28+ (?)                         | 16                                  | Vereinigtes Königreich              | VC-10 mit Tornado  |

## Praktische Aspekte
Tankflugzeuge für Luftbetankung sind meistens als kombinierte Fracht- und Tankflugzeuge konzipiert. Streng genommen handelt es sich meistens um Frachtflugzeuge mit den technischen Einrichtungen zur Luftbetankung. Beispielsweise ist in der Spezifikation für die KC-45 kein zusätzlicher Tank gegenüber dem Airbus A330-200 vorgesehen. Bei Tankflugzeugen wird einfach vollgetankt, was in der kommerziellen Luftfahrt eher selten vorkommt. Dabei werden die Standardtanks benutzt, die sich in den Tragflächen, in den Leitwerken und am Boden des Rumpfes befinden.
Die Gesamtkapazität eines Tankflugzeugs ist stark von dessen Größe abhängig. Exemplarisch sei die KC-45 genannt, die Kerosin mit einer Masse von 111 Tonnen tanken kann. Diese kann er zum größten Teil spenden, wenn die Luftbetankung in der Nähe seines eigenen Startflughafens stattfindet, oder entsprechend weniger, wenn der Tanker zunächst größere Strecken zum Tankgebiet fliegen muss.

Das Hin-und-her-Schwappen des Treibstoffes wird bei Tankflugzeugen – genauso wie bei kommerziellen Flugzeugen, Schiffen oder Lkw – mit Hilfe von Schlingerwänden (Schwallblechen) vermieden. Das sind halbhohe Wände im Tank, die von oben herabreichen und den Tank somit in Abteilungen teilen, ohne den Abfluss am Boden zu behindern.

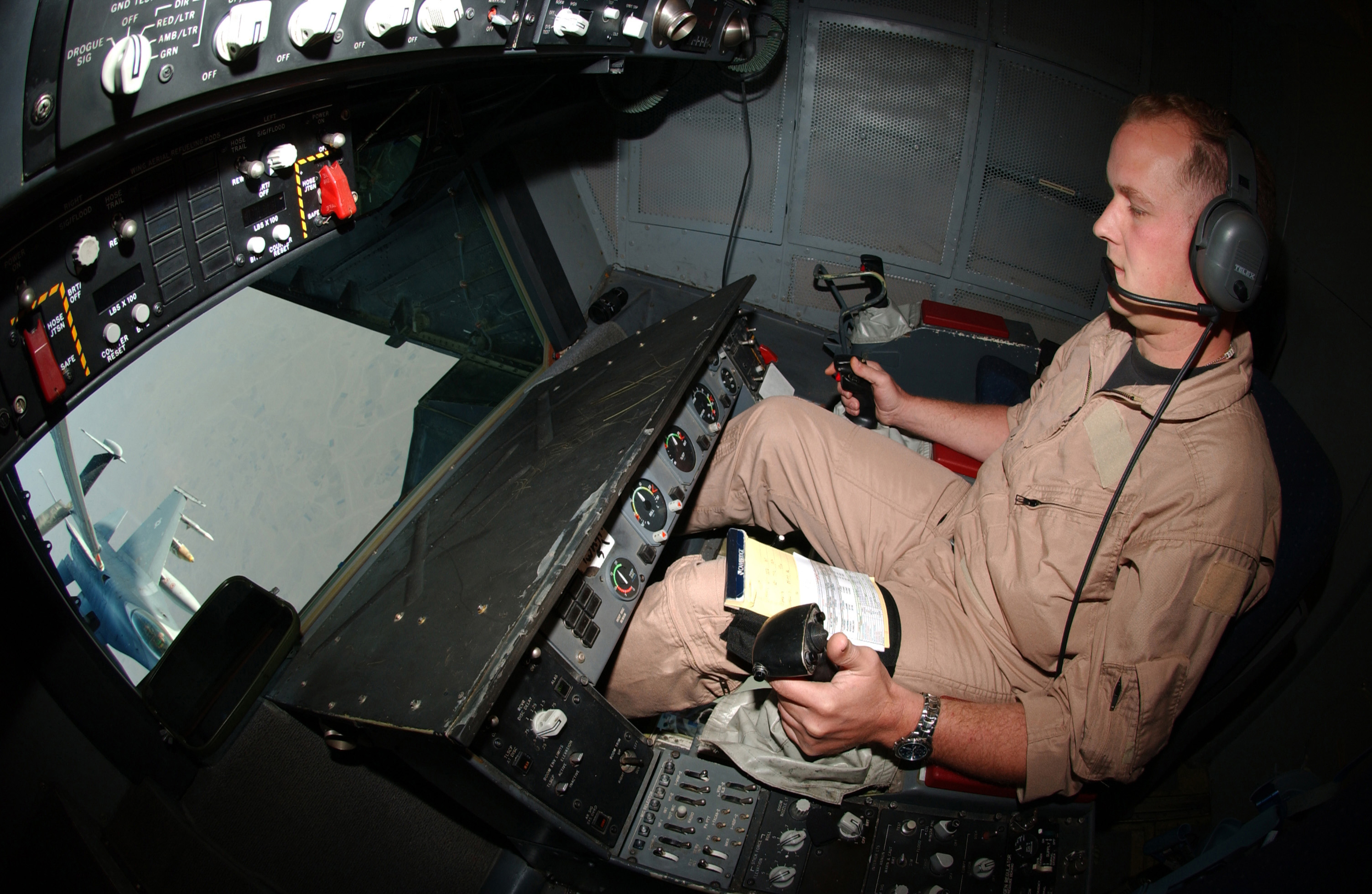
Operator bei einer Luftbetankung

Die Größe der Besatzung in einem Tankflugzeug variiert zwischen drei und mehr. Auf jeden Fall sind Kommandant und Copilot an Bord. Bei älteren Flugzeugen kommt noch der Flugingenieur dazu. Für die Betankung sind ein oder mehrere Bediener für den Ausleger an Bord, und wenn Fracht mit an Bord ist, dann in der Regel auch noch der Lademeister. In Zukunft sollen die Menschen zur Bedienung der Betankungseinrichtungen eingespart werden und der Vorgang vollautomatisch ablaufen.
Im Normalbetrieb der Luftbetankung stellt die Technik sicher, dass nur dann Kerosin fließt, wenn die Verbindung (Schlauch oder Ausleger) sicher und dicht geschlossen ist. Damit sollte eine Umweltbelastung ausgeschlossen sein. Selbst wenn die Luftbetankung nicht erfolgreich sein sollte, muss sichergestellt sein, dass, wie beim Fuel Dumping, der größte Teil des Kerosins noch auf dem Weg nach unten verdunstet und damit für die Menschen am Boden ungefährlich ist.
Für das Landen mit vollem Tank gilt das Gleiche wie für die entsprechende zivile Variante. Nochmals am Beispiel: Ein Airbus A330 hat ein zugelassenes maximales Startgewicht von 238 t, sein maximales Landegewicht beträgt aber nur 182 t. War das Flugzeug beim Start voll beladen bzw. voll betankt, so muss die Differenz von 56 t entweder durch entsprechend langes Fliegen verbraucht, an andere Flugzeuge abgegeben oder im Notfall vor der Landung abgelassen werden.

## Luftbetankungsbehälter

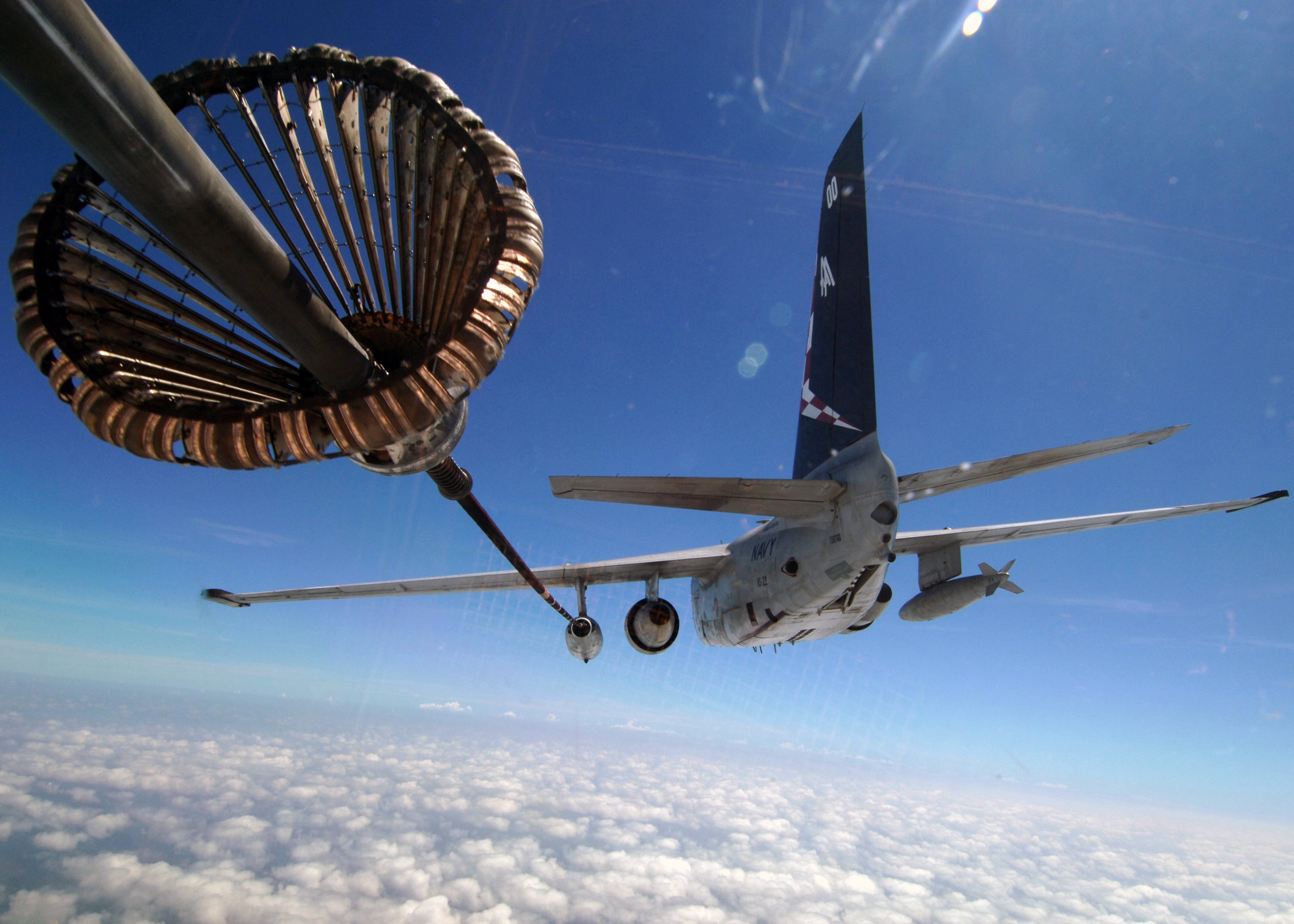
Luftbetankung einer S-3 Viking durch eine andere S-3 Viking mit Luftbetankungsbehälter

Zahlreiche Kampfflugzeuge können durch Anbau eines Luftbetankungsbehälters ebenfalls als Tankflugzeug eingesetzt werden, zum Beispiel Tornado, F/A-18E/F, A-4, S-3, Su-24, MiG-29.

## Luftbetankung bei Passagiermaschinen
Bei einer Studie der Zürcher Hochschule für angewandte Wissenschaften zeigte sich, dass durch den Einsatz von Luftbetankung bei Passagierjets der Treibstoffverbrauch um 11 bis 23 Prozent gesenkt werden könnte, zudem könnte auch die Lärmbelastung in der Nähe von Flughäfen durch startende Maschinen gesenkt werden. Der Start würde mit weniger Treibstoff erfolgen und nach dem Erreichen einer Flughöhe von 10.000 Metern würde die Betankung erfolgen. Dadurch werden auch Nonstop-Flüge von Europa bis nach Australien möglich, was mit einigen Flugzeugen wie dem Airbus A350-900 ULR bereits möglich ist.